# Hermann Ullmann
Hermann Ullmann (* 12. September 1884 in Teplitz-Schönau in Böhmen; † 23. Februar 1958 in Stockholm) war ein deutscher Journalist. Während der Weimarer Republik prägte er die politische Richtung des Volkskonservatismus. Schwerpunkte seiner journalistischen Tätigkeit waren Berichte über die Lage des Auslandsdeutschtums.

## Leben
Ullmann war der Sohn eines evangelischen Kaufmanns. Von 1890 bis 1902 besuchte Hermann Ullmann die evangelische Volksschule und das Gymnasium in Teplitz-Schönau. Zum Studium ging Ullmann nach Prag, Heidelberg und Berlin. Während seines Studiums wurde er Mitglied beim Verein Deutscher Studenten Heidelberg. Mit 22 Jahren promovierte er in Wien. Anschließend arbeitete er für zwei Jahre als Gymnasiallehrer in Österreich. Darauf folgten verschiedene journalistische Tätigkeiten. Durch kulturkritische Aufsätze knüpfte Ullmann Kontakte zu Ferdinand Avenarius  und war von 1904 bis 1914 als Mitarbeiter für dessen Zeitschrift Kunstwart tätig. Von 1912 bis 1937 war er bei Zeitschrift Deutsche Arbeit als Redakteur, später als Chefredakteur und Herausgeber, tätig. Im Ersten Weltkrieg war Ullmann Freiwilliger und diente im Kriegspresseamt.
Von 1925 bis 1931 war er (mit Rudolf Fischer als Schriftleiter) Herausgeber von Politische Wochenschrift. Für Volkstum und Staat (PWS), ein Berliner Organ der sozial und reformistisch orientierten Volkskonservativen. deren Ziel es war, eine Mehrheit der rechten politischen Kräfte von der prinzipiellen Opposition gegen die Weimarer Republik abzubringen und für eine positive Mitarbeit zu gewinnen. In der Politischen Wochenschrift wurde u. a. ein folgenreicher Artikel von Walther Lambach veröffentlicht, der die Abspaltung der Christlich-Sozialen und der gemäßigten Rechten von der DNVP zur Folge hatte.
1933 bis 1937 war Ullmann als Hauptreferent für den Südosten Mitarbeiter im Volksbund für das Deutschtum im Ausland (VDA), anschließend als Lektor für den Diederichs-Verlag tätig. Ab 1940 berichtete er für die Berliner Börsenzeitung u. a. aus Sofia, Belgrad, Bern und Genf. Zwischen 1947 und 1953 war dort in verschiedenen Funktionen für den Lutherischen Weltbund tätig. Ullmann starb am 23. Februar 1958 auf einer Vortragsreise in Stockholm an einem Herzschlag.

## Schriften (Auswahl)
- Der Magelonenstoff im 16. Jahrhundert, Diss. Wien 1906.
- Von Stein und über ihn, Callwey, München 1913 (= Der Schatzgräber; 88).
- Zur Frage Deutschösterreich und Deutschland: Wie werben wir bei den Reichsdeutschen?, Deutsche Arbeit, Prag 1914 (= Flugschriften der Deutschen Arbeit; 10).
- Das werdende Volk. Gegen Liberalismus und Reaktion, Hanseatische Verlagsanstalt, Hamburg 1928.
- Die Rechte stirbt – es lebe die Rechte!, Widerstands-Verlag, Berlin 1929.
- Brasilianischer Sommer. Im Rückblick auf Europa, Widerstands-Verlag, Berlin 1930.
- Flucht aus Berlin?, Diederichs, Jena 1932.
- Durchbruch zur Nation. Geschichte des deutschen Volkes 1919-1933, Diederichs, Jena 1933.
- Das neunzehnte Jahrhundert. Volk gegen Masse im Kampf um die Gestalt Europas, Diederichs, Jena 1936.
- Die Völker im Südosten, Diederichs, Jena 1938.
- Der Weg des neunzehnten Jahrhunderts. Am Abgrund der Ersatzreligionen, Chr. Kaiser Verlag, München 1949.